# Fabian de Freitas
Fabian de Freitas (ur. 28 lipca 1972 w Paramaribo) – holenderski piłkarz surinamskiego pochodzenia, grający na pozycji napastnika.

## Kariera
Seniorską karierę rozpoczynał w 1990 roku w FC Volendam. W klubie tym grał do 1994 roku, rozgrywając 77 ligowych meczów. Następnie przeszedł do Boltonu. 28 maja 1995 roku strzelił dwa gole w barażowym meczu z Reading, który Bolton wygrał 4:3 i awansował do Premier League. W latach 1996–1998 reprezentował barwy hiszpańskiej Osasuny. Następnie przeszedł do West Bromwich Albion, początkowo na zasadzie wypożyczenia. 5 listopada 1999 roku z powodu nieporozumienia (był przekonany o błędnej godzinie rozpoczęcia meczu) nie zdążył na spotkanie z Crewe Alexandra. W 2000 roku wrócił do Holandii, gdzie grał w SC Cambuur i FC Den Bosch. Z Den Bosch odszedł po spadku tej drużyny w Eredivisie w 2002 roku odszedł z klubu. Po roku przerwy został zawodnikiem NEC Nijmegen, podpisując z klubem dwuletni kontrakt. W 2004 roku NEC zwolnił de Freitasa, który następnie zakończył karierę. Po zakończeniu kariery zamieszkał w Den Bosch i podjął studia inżynierskie, które ukończył w 2012 roku.
W 1992 roku rozegrał jeden mecz w reprezentacji Holandii U-21.

## Statystyki ligowe
| Sezon     | Klub                      | Liga             | Mecze | Gole |
| --------- | ------------------------- | ---------------- | ----- | ---- |
| 1990/1991 | FC Volendam               | Eredivisie       | 13    | 0    |
| 1991/1992 | FC Volendam               | Eredivisie       | 21    | 4    |
| 1992/1993 | FC Volendam               | Eredivisie       | 29    | 4    |
| 1993/1994 | FC Volendam               | Eredivisie       | 14    | 2    |
| 1994/1995 | Bolton Wanderers F.C.     | First Division   | 13    | 2    |
| 1995/1996 | Bolton Wanderers F.C.     | Premier League   | 27    | 5    |
| 1996/1997 | CA Osasuna                | Segunda División | 23    | 7    |
| 1997/1998 | CA Osasuna                | Segunda División | 25    | 4    |
| 1998/1999 | West Bromwich Albion F.C. | First Division   | 37    | 7    |
| 1999/2000 | West Bromwich Albion F.C. | First Division   | 24    | 3    |
| 2000/2001 | SC Cambuur                | Eerste divisie   | 24    | 14   |
| 2001/2002 | FC Den Bosch              | Eredivisie       | 32    | 8    |
| 2003/2004 | NEC Nijmegen              | Eredivisie       | 19    | 3    |